# Sideritis murcica
Sideritis murcica là một loài thực vật có hoa trong họ Hoa môi. Loài này được (Font Quer) Romo miêu tả khoa học đầu tiên năm 1990.